# Taha Serhani
Taha Serhani (* 27. Mai 1995 in Zürich) ist ein Schweizer Kunstturner vom TV Hegi. Er wurde 2019 und 2021 Schweizer Meister am Reck.

## Karriere
Als Junior gewann er 2012 zusammen mit dem Mannschaft an den Turn-Junioren-Europameisterschaften 2012 die Bronze-Medaille.
An den Profi-Schweizermeisterschaften 2014 in Widen konnte er in drei Disziplinen Medaillen gewinnen: Als Zweiter im Mehrkampf sowie auf dem Pferd sowie als Dritter auf dem Reck. Als Vierter respektiver Fünfter verpasste er auf dem Boden und beim Barren die Medaillenränge jeweils nur knapp. Ein Jahr später holte er an den Heim-Schweizermeisterschaften in Winterthur am Reck Silber. Im Februar des gleichen Jahres wurde Serhani bereits zum Winterthurer Sportler des Jahres gewählt.
2015 nahm er an den Europaspielen in Baku teil und erreichte am Einzelmehrkampf den 9. Platz.
2017 klassierte Taha sich an seiner ersten Europameisterschaft in Cluj (ROM) am Reck auf dem sensationellen 8. Rang. Leider konnte er nicht am Final teilnehmen, da zwei Schweizer sich vor ihm klassierten und die Nationenregelung besagt, dass nur zwei der gleichen Nation im Final starten dürfen. 2018 reichte es ihm an der EM verpasste er am Reck mit einem 4. Platz die Medaillenränge nur knapp und wurde mit der Mannschaft Fünfter.
2019 wurde holte er sich an den Schweizer Meisterschaften in Romont am Reck den Meistertitel, nachdem er im Jahr zuvor sich noch mit dem 2. Platz begnügen musste. 2021 konnte er diesen Erfolg bestätigen und gleichzeitig drei weitere Bronzemedaillen holen.